# Serra Negra (São Paulo)
Serra Negra es un municipio brasileño del estado de São Paulo. Es uno de los 11 municipios paulistas considerados estancias hidrominerales por el Estado de São Paulo, por cumplir determinados requisitos definidos por Ley Estatal. Tal status garantiza a esos municipios un presupuesto mayor por parte del Estado para la promoción del turismo regional. 

## Geografía
Se localiza a una latitud 22º36'44" sur y a una longitud 46º42'02" oeste, estando a una altitud de 925 metros. Su población estimada en 2008 era de 25.741 habitantes. Posee un área de 203,010 km².

### Hidrografía
- Arroyo de Sierra Negra

### Carreteras
- SP-105
- SP-360

## Administración
- Prefecto: Antônio Luigi Ítalo Franchi (2009/2012)
- Viceprefecto: Felipe Amadeu Pinto de la Fonseca (2009/2012)
- Presidente de la cámara: Juan Pablo Corsetti Ferraresso (2009/2010)

## Religión
El Cristianismo está presente en la ciudad de la siguiente manera:

### Iglesia Católica
El municipio pertenece a la Diócesis de Amparo. Posee las iglesias de Nuestra Señora del Rosário y São Francisco de Assis.

### Iglesia Protestante
En la ciudad están presentes las más diversas creencias evangélicas, principalmente pentecostales, incluidas las Asambleas de Dios de Brasil (la iglesia evangélica más grande del país), Congregación Cristiana, entre otras. Estas denominaciones están creciendo cada vez más en todo Brasil.